# Waldkapelle (Kaisersesch)

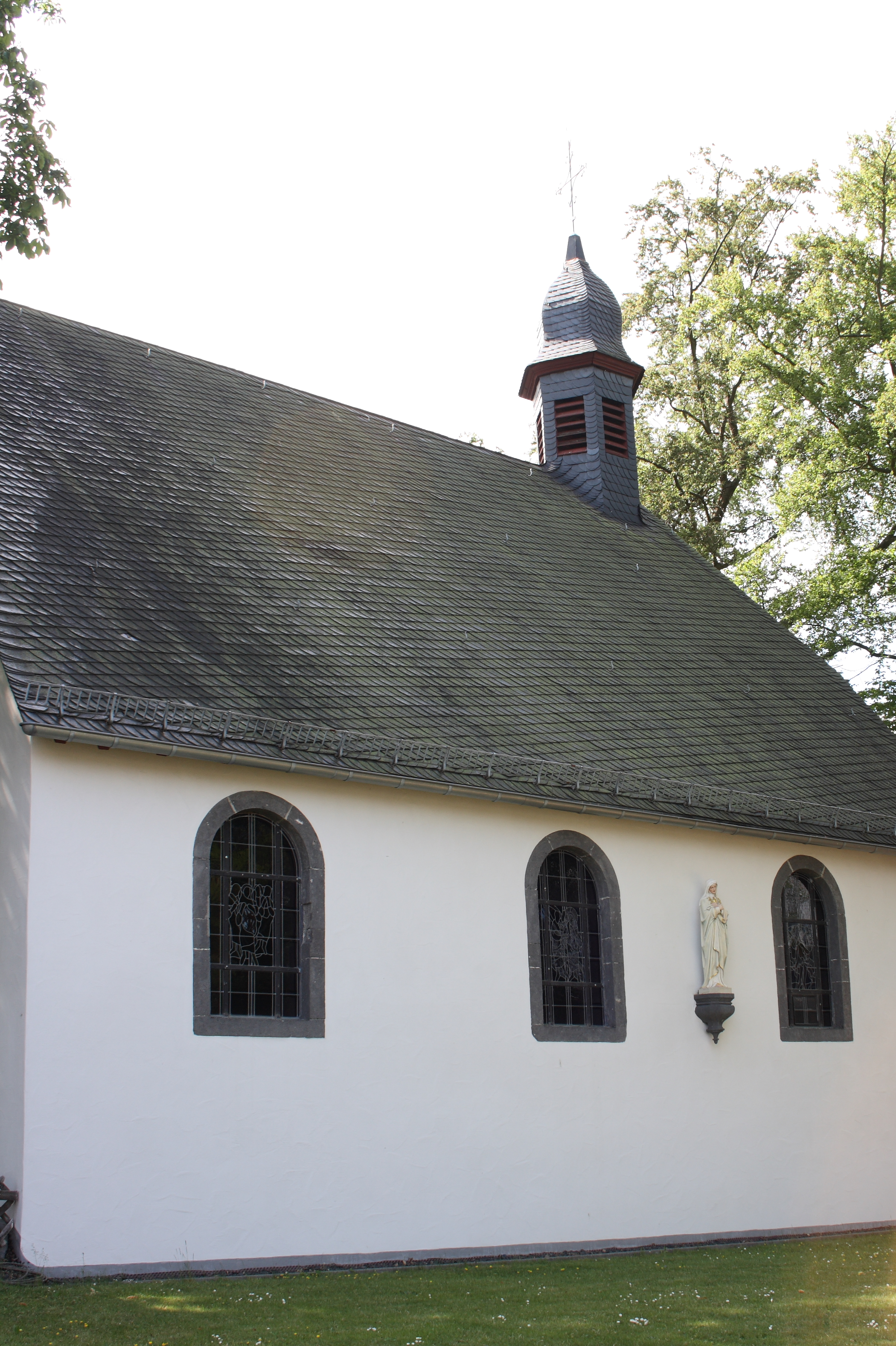
Waldkapelle in Kaisersesch

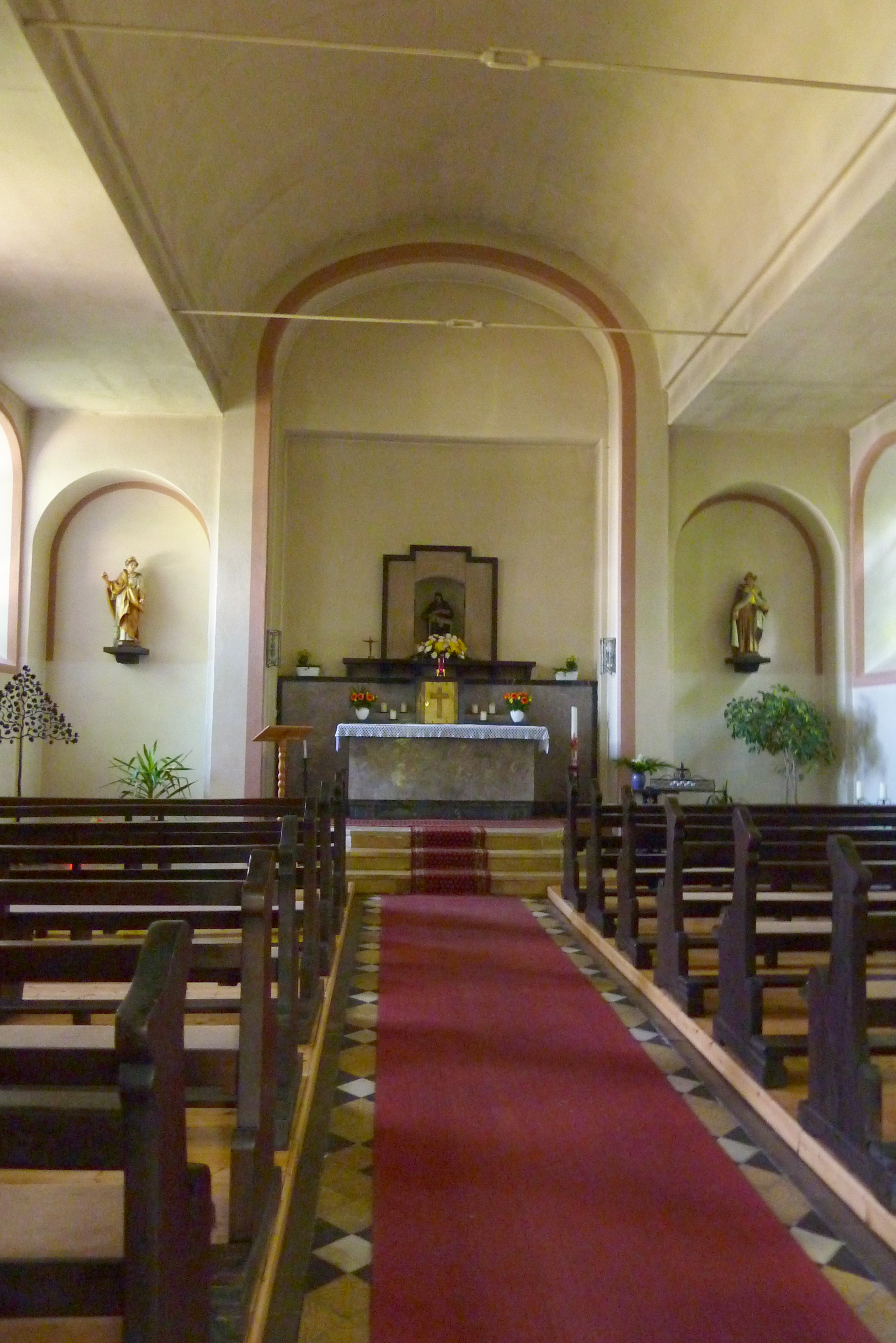
Innenansicht der Waldkapelle

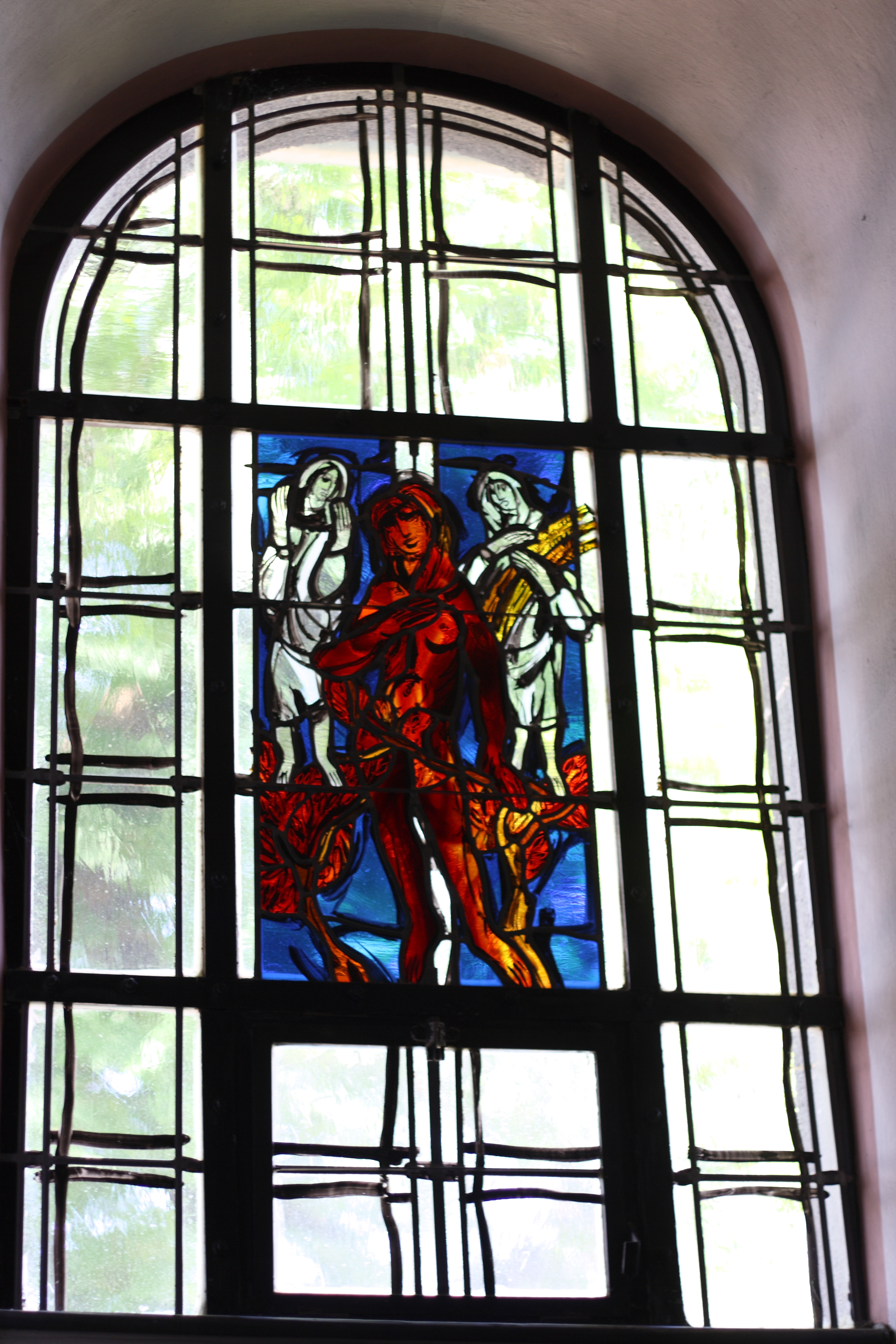
Fenster der Waldkapelle

Die Waldkapelle „Zur schmerzhaften Muttergottes“ ist eine katholische Kapelle in Kaisersesch, einer Stadt im Landkreis Cochem-Zell in Rheinland-Pfalz, die im 18. Jahrhundert errichtet wurde. Die Kapelle befindet sich am Stadtrand in Richtung Müllenbach, sie ist ein geschütztes Kulturdenkmal.

## Geschichte
Eine Legende erzählt, dass bereits im 12. Jahrhundert eine Kapelle hier errichtet wurde. Der erste schriftliche Nachweis ist für 1754 überliefert. 1794 wurde sie während des Ersten Koalitionskrieges schwer beschädigt und erst um 1833 wiederinstandgesetzt. Stiftungen ermöglichten den Unterhalt und die Renovierung der Kapelle. Umfassende Renovierungen erfolgten zuletzt 1969, 1982 und 2013/15 durch die Freiwillige Feuerwehr Kaisersesch, die im Ort schon länger die Patenschaft für das kleine Gotteshaus innehat.

## Beschreibung
Der dreiachsige rechteckige Bruchsteinbau steht etwas zurückgesetzt an der Landstraße 52 (Trierer Straße), er ist von einer kleinen Grünanlage umgeben. Das Gewölbe stürzte im Jahr 1910 ein und wurde danach durch eine Holztonne ersetzt. Auf dem geschieferten Satteldach sitzt ein sechsseitiger Dachreiter mit geschweifter Haube. Die Kapelle ohne eigentlichen Chor besitzt an beiden Traufseiten je drei Rundbogenfenster, die mit Glasmalereien geschlossen sind. Das rundbogige Westportal mit einfachen Kapitellen am Gewände ist auf dem Schlussstein mit der Jahreszahl 1769 bezeichnet. Die zweiflügelige Tür ist mit einem Rokokoschnitzwerk versehen.

## Ausstattung
- Vesperbild vom Anfang des 17. Jahrhunderts aus Lindenholz
- Statue des hl. Apollinaris aus dem 17. Jahrhundert
- Statuen der hl. Barbara und der hl. Elisabeth aus dem 18. Jahrhundert

## Bleiglasfenster
Die alten Fenster wurden bei der Bombardierung des Kaisersescher Bahnhofs im Jahr 1944 zerstört und nach dem Zweiten Weltkrieg erneuert.